# Dwars door Vlaanderen 2022
Dwars door Vlaanderen 2022 a fost ediția a 76-a a cursei clasice de ciclism Dwars door Vlaanderen, cursă de o zi. S-a desfășurat pe data de 30 martie 2022 și face parte din calendarul UCI World Tour 2022.

## Echipe participante
Întrucât Dwars door Vlaanderen este un eveniment din cadrul Circuitului mondial UCI 2022, toate cele 18 echipe UCI au fost invitate automat și obligate să aibă o echipă în cursă. Șapte echipe profesioniste continentale au primit wildcard.

### Echipe UCI World
| - AG2R Citroën Team - Astana Qazaqstan Team - Bora–Hansgrohe - Cofidis - EF Education–EasyPost - Groupama–FDJ - Ineos Grenadiers - Intermarché–Wanty–Gobert Matériaux - Israel–Premier Tech | - Lotto Soudal - Movistar Team - Quick-Step Alpha Vinyl Team - Team Bahrain Victorious - Team BikeExchange - Team DSM - Team Jumbo–Visma - Trek-Segafredo - UAE Team Emirates |  |

### Echipe continentale profesioniste UCI
| - Alpecin-Fenix - Arkéa-Samsic - B&B Hotels p/b KTM - Bingoal-WB | - Sport Vlaanderen-Baloise - Total Direct Énergie - Uno-X Pro Cycling Team |  |

## Rezultate
| Loc | Concurent            | Echipă                  | Timp       |
| --- | -------------------- | ----------------------- | ---------- |
| 1   | Mathieu van der Poel | Alpecin-Fenix           | 4h 05' 39" |
| 2   | Tiesj Benoot         | Team Jumbo–Visma        | +1"        |
| 3   | Tom Pidcock          | Ineos Grenadiers        | +5"        |
| 4   | Victor Campenaerts   | Lotto Soudal            | +5"        |
| 5   | Nils Politt          | Bora-Hansgrohe          | +5"        |
| 6   | Stefan Küng          | Groupama–FDJ            | +5"        |
| 7   | Kelland O'Brien      | Team BikeExchange-Jayco | +5"        |
| 8   | Ben Turner           | Ineos Grenadiers        | +12"       |
| 9   | Jan Tratnik          | Team Bahrain Victorious | +2' 8"     |
| 10  | Tadej Pogačar        | UAE Team Emirates       | +2' 8"     |

## Legături externe
- Site web oficial